# Antonino Cascino
Antonino Cascino (Piazza Armerina, 14 settembre 1862 – Quisca, 29 settembre 1917) è stato un generale italiano.

## Biografia
Generale di divisione, fu il primo generale italiano a entrare a Gorizia nel 1916, a capo della Brigata "Avellino" 231º - 232º Reggimento fanteria, costituita in prevalenza da siciliani. Subito dopo la brigata venne impiegata in prima linea contro gli austriaci sul Monte San Marco, a Plava e sul Vodice, dove sotto la guida di Cascino dimostrò valore e tenacia. 

Dopo la battaglia del Vodice, per la quale fu insignito della medaglia d'argento al Valor Militare, Cascino fu promosso tenente generale, a capo dell'8ª Divisione, formata dalle brigate "Avellino" e "Forlì". 

Il suo successivo obiettivo era la conquista del Monte Santo, di rilevante importanza strategica nel conflitto in atto. Operazione che gli riuscì dopo una serie di assalti che causarono gravissime perdite.
Ammirato dal valore del generale Cascino, Arturo Toscanini raggiunse il Monte Santo e diresse una banda militare, che suonò dal 25 al 29 agosto 1917 inni e canzoni patriottiche in faccia agli austriaci. 

Durante il successivo tentativo di conquistare il Monte San Gabriele, il 15 settembre del 1917 Cascino fu gravemente ferito a una coscia da una scheggia di granata austriaca.
 
Rifiutò l'immediato ricovero in ospedale, preferendo garantire con la sua presenza la tenuta della posizione, esposta a reiterati attacchi delle fanterie e dell'artiglieria austro-ungariche. Il suo successivo ricovero giunse troppo tardi. Dopo 12 giorni di agonia, il generale Cascino morì all'ospedale di Quisca .

Di lui viene ricordata la frase «Siate la valanga che sale!», diretta ai suoi soldati che si accingevano all'impresa che lui stesso volle guidare, e che è riportata nel monumento eretto in suo onore al centro della sua cittadina natale, nella piazza che porta il suo nome.
Le sue spoglie riposano nella Chiesa di San Domenico, il Pantheon di Palermo.

## Dediche

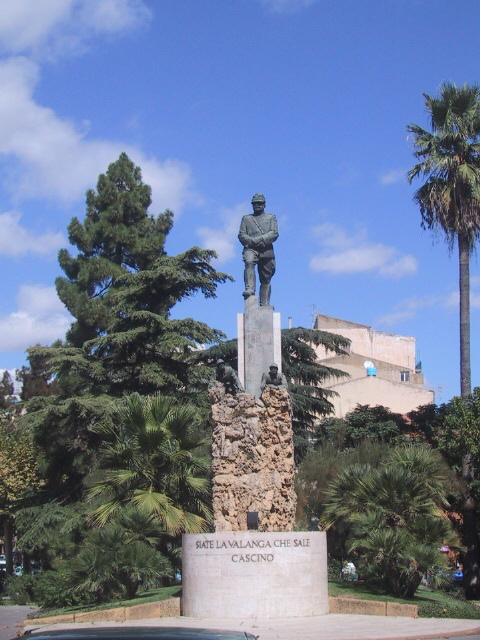
Monumento al Generale A. Cascino (Piazza Armerina)

A lui fu dedicato un cacciatorpediniere della classe Generale Antonio Cantore, varato nel 1922 e affondato nel 1943, nel corso delle operazioni della seconda guerra mondiale.
 Gli fu anche intitolata la caserma (ora dismessa) sede del "Gruppo Artiglieria da Montagna Pinerolo" della Brigata alpina "Taurinense", di stanza a Susa.
Gli fu dedicata la caserma dell'89° Btg Fanteria "Salerno", ora disciolto, che era sito a Salerno in via Pietro Del Pezzo.
Alla sua memoria fu dedicata una batteria del Sistema fortificato del Golfo della Spezia.
A lui è tuttora dedicata la caserma ove trova collocazione il Reggimento "Lancieri di Aosta" nell'antica via Montepellegrino di Palermo.
In suo onore viene intitolata una delle vie principali di Gela.
In varie città, fra cui Roma, alcune vie e piazze gli sono state dedicate.
In suo onore fu dato il nome a Borgo Cascino, un borgo a 12 km da Enna, così come a un viadotto di una superstrada che passa presso Piazza Armerina.
A lui è dedicata una delle piazze principali della sua città natale Piazza Armerina, dove sorge un monumento in suo onore.
A lui è dedicata una via nel centro storico di Gorizia.
Dal 1948 a lui è dedicata la caserma di Gorizia in cui ha sede il 13º Reggimento Carabinieri Friuli Venezia Giulia.
La settima galleria della strada delle 52 gallerie del Monte Pasubio, scavate in occasione dei combattimenti della prima guerra mondiale, porta il suo nome.
Il liceo palermitano Cascino progettato da Mario Umiltà nel 1951 è dedicato a lui.